# Leptobatopsis luteocorpa
Leptobatopsis luteocorpa är en stekelart som beskrevs av Dali Chandra och Gupta 1977. Leptobatopsis luteocorpa ingår i släktet Leptobatopsis och familjen brokparasitsteklar. Inga underarter finns listade i Catalogue of Life.